# Александров, Евгений Борисович
Евге́ний Бори́сович Алекса́ндров (род. 13 апреля 1936, Ленинград) — советский и российский физик-экспериментатор. Академик РАН (1992), доктор физико-математических наук. Лауреат Государственной премии Российской Федерации в области науки и технологий (2020 год).

## Биография
Родился 13 апреля 1936 года в Ленинграде. Сын доктора физико-математических наук Бориса Петровича Александрова (1898—1969), племянник президента АН СССР А. П. Александрова.

### Образование
1960 год — окончил Ленинградский политехнический институт (физико-механический факультет), дипломный проект в области физики полупроводников, инженер-физик по специальности «разделение и применение изотопов».

### Научная степень
- 1964 год — защитил кандидатскую диссертацию на тему «Интерференция невырожденных атомных состояний при их когерентном возбуждении»;
- 1966 год — защитил докторскую диссертацию на тему «Интерференционные явления при квантовых переходах в нестационарной атомной системе».

### Работа
- С 1960 года — работает в Государственном оптическом институте (ныне — Научно-производственная корпорация «Государственный оптический институт им. С. И. Вавилова», ГОИ), возглавляет лабораторию радиооптической спектроскопии: младший научный сотрудник (1961—1967); старший научный сотрудник (1967—1971); начальник отдельного сектора ГОИ (1971—1978); начальник лаборатории радиооптической спектроскопии атомов (1978—1999); заместитель директора ГОИ по фундаментальным исследованиям (1986—1992); заведующий лабораторией Физико-технического института им. А. Ф. Иоффе и по совместительству начальник лаборатории ГОИ (с 1999 года по настоящее время).
- С 1987 по 1992 год — занимал должность заместителя директора ГОИ по научной работе;
- С 1999 года — является заведующим лабораторией атомной радиоспектроскопии в Физико-техническом институте им. А. Ф. Иоффе;
- Читает лекции в Санкт-Петербургском государственном университете (СПбГУ), с 1991 — профессор.
- С 1983 год — является главным редактором журнала РАН «Оптика и спектроскопия»;
- Редактирует реферативный журнал «Оптика»;
- входит в редколлегии журналов «Успехи физических наук» и «Письма в ЖТФ».
- является членом Советов РАН по проблемам «Физика атомных столкновений» и «Радиоспектроскопия конденсированных сред», Межведомственной комиссии Госстандарта России по магнитным измерениям, участвует в работах ученых советов ГОИ и СПбГУ;
- Член Ученого совета СПбГУ по защите диссертаций по специальностям «теоретическая физика», «математическая физика»;
- Член Комиссии по борьбе с лженаукой РАН (возглавил эту комиссию после смерти в ноябре 2012 года её бессменного руководителя, академика Э. П. Круглякова). Один из авторов «Письма десяти академиков». Как отмечает Евгений Александров в 2014 году, «Общественное сознание постепенно погружается в какое-то средневековье. А происходит это за счет пренебрежения рациональной наукой, форсирования религиозной тематики, полной вакханалии всякого мракобесия на телевидении в виде всяких состязаний экстрасенсов»[2].

#### Приглашённый профессор
- Фрайбургский университет, ФРГ (1993);
- Физический институт Гейдельбергского университета, ФРГ (Гумбольдтовский профессор в 1994—1995);
- Миллеровский институт фундаментальных исследований, США, Беркли (2001).

### Научное признание
- 1979 год — избран членом-корреспондентом АН СССР;
- 1992 год — избран академиком РАН.
- 2015 год — член-корреспондент Королевской Инженерной академии Испании[3].

## Научная деятельность
Работы Александрова относятся к области физической оптики и квантовой электроники. Им были открыты и исследованы эффекты интерференции атомных состояний, связанные с особенностями поведения нестационарных квантовых систем (квантовые биения). Благодаря этому были предложены новые методы спектроскопии высокого разрешения. Провёл исследования по изучению оптической накачки атомов, обнаружил новые виды магнитного резонанса (так называемые недиагональный и параметрический резонансы), а также явление оптической самонакачки атомов, находящихся в газовом разряде. В 1978 удостоен Государственной премии СССР за цикл работ по обнаружению и исследованию новых оптических явлений, обусловленных когерентностьюю и ориентацией атомных состояний.
Особый интерес представляют работы в области высокоточного измерения слабых магнитных полей. В частности большое практическое значение имеет решение проблемы измерения магнитного поля Земли. В результате тщательных исследований были созданы уникальные по чувствительности и быстродействию магнитометры, предназначенные как для стационарных обсерваторий, так и для авиационного магнитного картирования. Эти устройства были испытаны в 1989 во время полярной экспедиции СП-30 на дрейфующей льдине в Северном Ледовитом океане, в которой Александров принимал непосредственное участие.
Активно выступает против различных околонаучных спекуляций, в частности связанных с так называемыми «торсионными полями» и сенсационными сообщениями о торможении и даже остановке света, дает ясное физическое толкование этих якобы загадочных явлений.

## Общественная позиция
В 2020 году был одним из двух академиков РАН, подписавших открытое письмо в защиту историка Юрия Дмитриева. В 2021 году после митингов в поддержку осужденного Алексея Навального подписал обращение с призывом остановить полицейское насилие по отношению к митингующим и соблюдать право граждан на свободу собраний.
В феврале 2022 подписал открытое письмо российских учёных и научных журналистов с осуждением вторжения России на Украину и призывом вывести российские войска с украинской территории.

## Награды и премии
- Орден «Знак Почёта» (1971)
- Премия имени Д. С. Рождественского (АН СССР, 1974) — за цикл работ по интерференции атомных состояний
- Государственная премия СССР (1978) — за цикл работ «Обнаружение, исследование и приложение новых оптических явлений, обусловленных когерентностью и ориентацией атомных состояний» (1955—1976)
- Премия Гумбольдта (1993)
- Орден Дружбы народов (1993)
- Имя «Евгений» в честь Е. Б. Александрова присвоено 1 мая 2003 года малой планете Солнечной системы № 24609, открытой 7 сентября 1978 года Т. М. Смирновой в Крымской АО.
- Премия Правительства Санкт-Петербурга за выдающиеся научные результаты в области науки и техники (2011)
- Золотая медаль имени П. Н. Лебедева (РАН, 2016) — за цикл работ «Квантовая и шумовая магнитоспектроскопия»
- Государственная премия Российской Федерации в области науки и технологий за 2020 год (9 июня 2021) — за создание и развитие нового научного направления — спектроскопии спиновых шумов[7]
- Золотая медаль РАН за выдающиеся достижения в области пропаганды научных знаний 2022 года (РАН, 14 марта 2023) — за многолетнюю работу по противодействию лженаучной деятельности и лженаучным воззрениям, за отстаивание ценности научного знания и беспристрастной научной экспертизы[8]

## Работы
- Е. Б. Александров, О. В. Константинов, В. И. Перель. Интерференция атомных состояний. — УФН, Т.100, № 3 (1970).
- Е. Б. Александров. Оптические проявления интерференции невырожденных атомных состояний. — УФН, Т.107, № 8 (1972).
- Е. Б. Александров, М. П. Чайка, Н. И. Калитеевский. Спектроскопия сверхвысокого разрешения на основе интерференции состояний. — УФН, Т.129, № 9 (1979).
- E. Б. Александров, Ю. М. Голубев, А. В. Ломакин, В. А. Носкин. Спектроскопия флуктуации интенсивности оптических полей с негауссовой статистикой. — УФН, Т.140, № 8 (1983).
- Е. Б. Александров, А. А. Ансельм, Ю. В. Павлов, Р. М. Умарходжаев. Ограничение величины гипотетического фундаментального дальнодействия между спинами в эксперименте с ядрами ртути. — УФН, Т.141, № 11 (1983).
- Е. Б. Александров, В. С. Запасский. Лазерная магнитная спектроскопия. — М.: Наука, 1986.
- Е. Б. Александров, В. С. Запасский. Оптическая ориентация. — УФН, Т.152, № 8 (1987).
- Е. Б. Александров, Г. И. Хвостенко, М. П. Чайка. Интерференция атомных состояний. — М.: Наука, 1991; Springer-Verlag, 1993.
- Е. Б. Александров. Современное состояние техники измерения модуля слабых магнитных полей от нуля до десятка эрстед. — УФН, Т.171, С.1263 (2001).
- Е. Б. Александров, В. С. Запасский. Легенда об остановленном свете. — УФН, Т.174, С.1105 (2004).
- Е. Б. Александров, В. С. Запасский. В погоне за «медленным светом». — УФН, Т.176, С.1093 (2006).
- Е. Б. Александров, А. К. Вершовский. Современные радиооптические методы квантовой магнитометрии. — УФН, Т.179, С.605 (2009).